# Karahayıt, Efeler
Karahayıt là một xã thuộc huyện Efeler, tỉnh Aydın, Thổ Nhĩ Kỳ. Dân số thời điểm năm 2010 là 584 người.